# Dictyna quadrispinosa
Dictyna quadrispinosa är en spindelart som beskrevs av James Henry Emerton 1919. Dictyna quadrispinosa ingår i släktet Dictyna och familjen kardarspindlar. Inga underarter finns listade i Catalogue of Life.